# Са-Калобра
Са Калобра (кат. Sa Calobra, исп. La Calobra) — маленькая деревня на северо-западном побережье испанского острова Майорка, входит в муниципалитет Эскорка. Портовая деревня является популярным у туристов местом, попасть сюда наземным путем можно по единственной дороге-серпантину, построенной итальянским инженером Антонио Париетти (итал. Antonio Parietti).